# Barytettix
Barytettix is een geslacht van rechtvleugeligen uit de familie veldsprinkhanen (Acrididae). De wetenschappelijke naam van dit geslacht is voor het eerst geldig gepubliceerd in 1897 door Scudder.

## Soorten
Het geslacht Barytettix omvat de volgende soorten:
- Barytettix contilus Cohn & Cantrall, 1974
- Barytettix crassus Scudder, 1897
- Barytettix humphreysii Thomas, 1875
- Barytettix nigrofasciatus Cohn & Cantrall, 1974
- Barytettix paloviridis Cohn & Cantrall, 1974
- Barytettix poecila Hebard, 1925
- Barytettix psolus Cohn & Cantrall, 1974
- Barytettix terminalis Cohn & Cantrall, 1974
- Barytettix tridens Cohn & Cantrall, 1974